# 서울 봉원사 대웅전
봉원사 대웅전은 서울특별시 서대문구 봉원동, 봉원사에 있던 대웅전이다. 1985년 12월 5일 서울특별시의 유형문화재 제68호로 지정되었으나, 화재로 인하여 소실됨에 따라 1993년 9월 23일 문화재 지정이 해제되었다.

## 참고 자료
- 봉원사대웅전 - 국가유산청 국가유산포털